# Regno di Galazia
Il regno di Galazia fu uno stato presente nella penisola anatolica nel I secolo a.C..

## Origini
Nel 278 a.C. Nicomede I di Bitinia richiese l'aiuto di mercenari celtici nella sua lotta contro il fratello Zipoite II che, dopo aver capeggiato una ribellione contro di lui, controllava una larga parte della Bitinia. Nicomede fece imbarcare 20.000 Celti (di cui 10.000 combattenti) a Bisanzio per farli giungere in Asia minore e, grazie soprattutto a queste nuove forze, riuscì a sconfiggere definitivamente il fratello in battaglia.
Vinta la battaglia, i comandanti della spedizione celtica, Leonnorio e Lutario, decisero di rimanere nella regione, conquistando e saccheggiando città come Ilio e Mileto. In seguito i Celti, chiamati ormai Galati dai Greci, si allearono con Mitridate I del Ponto sconfiggendo Tolomeo II nel 274 a.C., durante la prima guerra siriaca, ma venendo duramente battuti da Antioco I l'anno successivo.
A seguito di tale sconfitta, i Galati si insediarono al centro dell'Asia minore, nella regione che da loro verrà chiamata Galazia.

## La tetrarchia
I Galati erano divisi in tre popoli di lingua e costumi simili: Trocmi, Tolistobogi e Tectosagi. Ognuno di questi popoli era a sua volta diviso in quattro cantoni, con a capo un tetrarca, un giudice, un comandante militare e due vicecomandanti. I dodici tetrarchi si riunivano in consiglio composto da 300 membri che aveva voce in materia di delitti e che si riuniva in un luogo chiamato Drynemeton. Nel giro di pochi decenni tale forma di governo decadde ed il potere si concentrò prima nelle mani di tre uomini, poi di due ed infine in un solo re.

## Il Regno di Galazia
Dopo il 120 a.C. Mitridate VI del Ponto e Nicomede III si spartirono la Paflagonia e la Galazia, ma poco tempo dopo tra i due nacque una forte rivalità e, dopo un primo intervento romano compiuto all'inizio del II secolo a.C. per aiutare Nicomede e sottrarre la regione all'influenza pontica, scoppiò infine nell'88 a.C. la Prima guerra mitridatica. Mitridate, per assicurarsi la fedeltà dei Galati, prese in ostaggio diversi maggiorenti della Galazia assieme alle loro famiglie e, quando subì una serie di sconfitte nell'86 a.C., tentò di sbarazzarsi di tutti i nobili galati, dei quali sopravvissero solo tre tetrarchi, e occupò la Galazia. Da quel momento i Galati si schierarono dalla parte dei Romani fino alla fine delle guerre combattute contro Mitridate.
Nel 63 a.C. Pompeo aggiunse al territorio della Galazia, allora sotto il dominio del più importante tetrarca dei Tolistobogi, Deiotaro, parte della Piccola Armenia. Nel 58 a.C. i Romani, attraverso la lex Clodia, riconobbero a Deiotaro e al genero Brogitaro, tetrarca dei Trocmi, i titoli di re e di amici del popolo romano. Deiotaro, dopo aver fatto uccidere Brogitaro nel 52 a.C., divenne anche re dei Trocmi e vide il suo potere accrescersi tanto da diventare l'indiscusso padrone della Galazia. Alcuni anni dopo associa al trono il figlio omonimo, che morirà però prima del padre, nel 43 a.C., e che verrà sostituito dal cugino Aminta.
Un corpo di spedizione di 900 Galati partecipò alla battaglia di Farsalo nel 49 a.C. dalla parte di Pompeo e, dopo la morte di Cesare, avvenuta nel 44 a.C. Deiotaro fece assassinare anche il re dei Tectosagi, il genero Castore, ma lui stesso morirà uno o due anni dopo la completa unificazione della Galazia. Gli succederà il nipote Castore, di cui non si sa quasi nulla. L'ultimo re di Galazia fu Aminta, figlio di Brogitaro, che lascerà in eredità il regno a Roma nel 25 a.C., diventandone ben presto una provincia.

### Fonti primarie
- Tito Livio, Ab urbe condita, XXXVIII, 16-27.
- Strabone, Geografia.

### Fonti secondarie
- Venceslas Kruta, Les Celtes. Histoire et dictionnaire, Éditions Robert Laffont, 2000, p. 272-282, 632-633.
- AAVV, I Celti, Bompiani, 1991 p. 304-313.